# Nagy Zsolt (labdarúgó, 1968–2024)
Nagy Zsolt (Székesfehérvár, 1968. március 21. – 2024. március 7. vagy előtte) magyar labdarúgó, kapus. Pályafutása jelentős részét a Kecskeméti TE csapatában töltötte.

## Klubcsapatokban
Nagy Zsolt a Videotonban kezdte a pályafutását, ahol az UEFA-kupában menetelő csapat tagjaival együtt edzett. 1987-ben került először Kecskemétre, az NB II-es KSC-hez. Ezután be kellett vonulnia katonának, majd 1991 nyarán Szegedre került. 1994 januárjában ment el Tiszakécskére ahol az 1995-96-os idényben másodikok, az 1996-97-es bajnokságban elsők lettek, kiharcolva ezzel az NB I-be jutást. Az élvonalban csak egy évet sikerült eltölteni ahol 22-szer lépett pályára. 1999 januárjában tért vissza megint Kecskemétre, ahonnan csak két félévet volt távol. (Csongrád, Kiskunhalas)
A Sas becenevű hálóőr a 2007/2008-as szezonban kiváló formában védett, tizenegyeseket is hárított, 14 meccsen lépett pályára és mindössze 7 gólt kapott, ráadásul mind a 14 mérkőzést megnyerte a KTE, amely így könnyedén fel is jutott az első osztályba. Legemlékezetesebb meccsének a Ferencváros elleni 3:1-et tartja.
2008 nyarán kölcsönadták egy félévre a Ladánybene FC-nek, majd fél év után a megyei első osztályú együttes leigazolta. 2010-ben megnyerte az együttes színeiben a megyei bajnokságot.

## Sikerei, díjai
- NB II bajnoki cím: 1997, 2008

## Külső hivatkozások
- Interjú
- adatlap
- 11-es védés (Vecsés) szurkolói videó
- 11-es védés (Jászberény) szurkolói videó
- a 3:1-es meccs tudósítása